# Куюс
Куюс (рос. Куюс) — село Чемальського району, Республіка Алтай Росії. Входить до складу Куюського сільського поселення.
Населення — 213 осіб (2015 рік).
Село засноване 1612 року.